# استان تراپانی

استان تراپانی (به ایتالیایی: Provincia di Trapani) از استان‌های کشور ایتالیا است. استان تراپانی در جنوب غربی این کشور قرار دارد. مرکز این استان شهر تراپانی و زیرمجموعه ناحیه سیسیل می‌باشد. مساحت این استان ۲٬۴۶۰ کیلومتر مربع و جمعیت آن  ۴۲۵٬۰۶۷ نفر است.